# Клиническая фармакология
Клини́ческая фармаколо́гия изучает воздействие лекарственных средств на организм человека. Развитие клинической фармакологии началось с 60-х годов, когда во многих странах резко повысились требования к испытанию новых фармакологических средств. Появилась необходимость разработки принципов и методов всестороннего изучения действия фармакологических препаратов в клинических условиях.
Клиническая фармакология тесно связана с другими областями медицины и биологии. Так, раскрытие этиологии и патогенеза многих заболеваний позволяет не только создать необходимый лекарственный препарат, но и разработать рациональные методы его применения. Благодаря успехам аналитической химии и разработке высокочувствительной аппаратуры стало возможным определение в тканях и жидкостях организма ничтожно малых концентраций лекарственных веществ, исследование их биотрансформации и выведения из организма.
В разных странах положение клинической фармакологии как науки неодинаково. В некоторых из них она выделена в отдельную дисциплину, а в системе здравоохранения работают специально подготовленные клинические фармакологи. В других — клиническая фармакология как наука не существует. Однако в настоящее время стало очевидно, что каждый врач независимо от специализации должен хорошо знать основы клинической фармакологии.
Основными разделами клинической фармакологии являются фармакодинамика и фармакокинетика. Предмет фармакодинамики — изучение совокупности эффектов лекарственного вещества и механизмов его действия, а предмет фармакокинетики — изучение путей поступления, распределения, биотрансформации и выведения лекарственных средств из организма больного. Кроме того, клинические фармакологи изучают побочные реакции, особенности действия лекарственных веществ в различных условиях (пожилой возраст, беременность и т. п.), взаимодействие препаратов при их совместном применении, влияние пищи на фармакокинетику лекарственных средств и др. Относительно новый раздел клинической фармакологии — фармакогенетика, предметом которой является определение генетических основ реакций организма на лекарственные вещества.

## Основные задачи клинической фармакологии
- клинические испытания новых фармакологических средств;
- клинические исследования и переоценка старых препаратов;
- разработка методов эффективного и безопасного применения лекарственных средств;
- организация информационных служб и консультативная помощь различным специалистам;
- обучение студентов и врачей.

Наибольший вклад в развитие отечественной клинической фармакологии внесли: Б.Е. Вотчал, К.М. Лакин, В.Г. Кукес, Л.И. Ольбинская, Ю.Б. Белоусов, В.И. Петров, В.К. Лепахин.

## На практике клинический фармаколог занимается решением следующих вопросов
- выбор лекарственных средств для лечения конкретного больного;
- определение наиболее подходящих лекарственных форм и режима их применения;
- выбор пути введения препарата;
- наблюдение за действием лекарственного средства;
- предупреждение и устранение побочных реакций и нежелательных последствий взаимодействия лекарственных веществ.

Немаловажно участие клинических фармакологов в работе экспертных органов, ответственных за испытание и применение лекарственных средств.

## Прежде чем назначить лечение, врач должен ответить себе на следующие вопросы
- Каких конкретно изменений в состоянии больного он хочет добиться?
- Какие лекарственные средства могут оказать желаемое действие?
- Какой препарат наиболее подходит данному больному?
- Каким образом применить препарат, чтобы действие его было наиболее эффективным?
- Какие побочные реакции может вызвать препарат, может ли он навредить больному?
- Каково соотношение возможных пользы и вреда при использовании лекарственного средства?

В конечном итоге эффективность и безопасность фармакотерапии зависят от умения врача правильно оценить все эти факторы, которое должно основываться на глубоких знаниях как клинической медицины, так и экспериментальной фармакологии.